# Run This Town
Singles par Jay-Z
D.O.A. (Death of Auto-Tune)
(2009) Empire State of Mind
(2009)
Singles par Rihanna
Rehab
(2008) Russian Roulette
(2009)
Singles par Kanye West
Make Her Say
(2009) Forever
(2009)
Run This Town est le deuxième single officiel de l'album The Blueprint 3 de Jay-Z produit par Kanye West et No I.D.. Rihanna et Kanye West participent également au morceau. C'est le premier titre du rappeur Jay-Z qui se place n°1 au Top Singles du Royaume-Uni. Il s'est également hissé au second rang du Billboard Hot 100 et la chanson s'est vendu à 3 millions d'exemplaires dans le monde.

## Liste des titres
- CD Single États-Unis/Royaume-Uni

1. Run This Town (feat. Rihanna & Kanye West) - 4:36
2. Run This Town (Bad City Rollerz Disco Mix) (feat. Rihanna & Kanye West) - 6:17
3. Run This Town (G-Style) (Ca$his feat. Rihanna) - 4:40

## Clip vidéo
Le clip a été réalisé par Anthony Mandler, qui a déjà mis en scène les clips de Lost One ou encore D.O.A. (Death of Auto-tune). Il a été tourné le 6 août 2009 à Fort Totten à New York. Il met en scène des personnes masquées et brandissant des torches.
La vidéo est présentée le 19 août 2009 sur MTV Germany.
Run This Town est utilisée pour la publicité télévisée du jeu vidéo Battlefield 4.

## Sample
Run This Town reprend un sample du titre Someday in Athens de The Four Levels of Existence.

## Classements
| Classement / Pays (2009)        | Meilleure Position |
| ------------------------------- | ------------------ |
| Australie ARIA Charts           | 9                  |
| Autriche                        | 29                 |
| Belgique                        | 28                 |
| Canadian Hot 100                | 6                  |
| Danemark                        | 20                 |
| Pays-Bas Top 40                 | 10                 |
| Europe Hot 100                  | 5                  |
| Allemagne                       | 17                 |
| Hongrie                         | 10                 |
| Irlande                         | 3                  |
| Japon Hot 100                   | 40                 |
| Nouvelle-Zélande RIANZ          | 9                  |
| Norvège                         | 5                  |
| Suède Sverigetopplistan         | 8                  |
| Suisse Singles Chart            | 9                  |
| UK Singles Chart                | 1                  |
| UK R&B Chart                    | 1                  |
| Billboard Hot 100               | 2                  |
| Billboard Hot R&B/Hip-Hop Songs | 3                  |
| Billboard Hot Rap Songs         | 1                  |